# Ptinus timidus
Ptinus timidus is een keversoort uit de familie klopkevers (Ptinidae). De wetenschappelijke naam van de soort werd in 1866 gepubliceerd door Charles Brisout de Barneville.